# Dschihad von al-Haddsch Omar
Der Dschihad von al-Haddsch Umar al-Futi in Fouta Toro und in  Mali begann im Jahre 1851. Er wurde von al-Haddsch Omar, einem Anhänger der Tidschānīya-Bruderschaft geleitet. Al-Haddsch Omar kehrte 1825 von einer Pilgerfahrt nach Mekka nach Westafrika zurück und begann dort als Prediger zu wirken. Nach Jahren des Misserfolgs begann er einen Krieg im Fouta Toro gegen Anhänger traditioneller afrikanischer Religionen und nur oberflächlich islamisierte Muslime zu führen. Er wurde jedoch bald von den vorrückenden französischen Kolonialtruppen geschlagen. Er wandte sich darauf in die Region Massina, um dort die „heidnischen“ Bambara zu besiegen und zu bekehren. Er hatte dabei spektakulären Erfolg und war im Jahre 1862 Herr der Massina, Timbuktus, Hamdallahis und Ségous. Sein Krieg wurde von den Tukulor unterstützt, jedoch von den Soninke bekämpft. Im Jahre 1864 wurde er jedoch besiegt und bald darauf getötet. Sein Reich bestand noch bis 1891, als es die Franzosen eroberten.